# Olivier Maurel (fonctionnaire)
Pour les articles homonymes, voir Olivier Maurel et Maurel.
Olivier Maurel, né le 14 août 1965 à Carcassonne, est un directeur des services pénitentiaires français. Il est également auteur de plusieurs romans policiers.

## Biographie

### Origines et études
Né le 14 août 1965 à Carcassonne (Aude), Olivier Maurel obtient un baccalauréat B en 1983 puis entre à l'Institut d'études politiques de Toulouse dont il sort diplômé en 1987. Il étudie ensuite à l'Institut de préparation à l'administration générale (IPAG) de Toulouse.
Après avoir réussi le concours de directeur des services pénitentiaires, il entre à l'École nationale d'administration pénitentiaire (Énap) de Fleury-Mérogis en mars 1989. Sa formation est interrompue un an le temps d'effectuer son service national.

### Carrière professionnelle
Après plusieurs postes, il est, en 2010, directeur de la Maison centrale de Poissy puis, en 2011, sous-préfet de la Corrèze à Ussel avant d'être nommé, en 2014, sous-préfet en Charente à Cognac.
À partir son expérience en tant que directeur de prison, il publie, en 2010, un livre témoignage, Le Taulier : confessions d'un directeur de prison,,,,. En 2013, il fait paraître son premier roman policier, L'Autel des naufragés,, suivi en 2015 de Au-delà des horizons verticaux puis en 2016 de Fallait pas....
En 2011, il quitte l'administration pénitentiaire pour rejoindre le corps préfectoral, à l'instar de plusieurs autres directeurs de prisons.

## Publications

### Romans
- L'Autel des naufragés, Éditions Jigal, coll. « Polar » (2013)  (ISBN 979-10-92016-01-7)
- Au-dessus des horizons verticaux, Éditions Lajouanie, coll. « Roman policier mais pas que... » (2015)  (ISBN 978-2-37047-062-1)
- Fallait pas..., Éditions Lajouanie, coll. « Roman policier mais pas que... » (2016)  (ISBN 978-2-37047-077-5)
- Dernières confessions d'un agent clandestin de la DGSE, L'Harmattan (2018)  (ISBN 9782140088469)

### Témoignage
- Le Taulier : confessions d'un directeur de prison, Fayard (2010)  (ISBN 978-2-213-65502-4), réédition J'ai lu no 10104 (2012)  (ISBN 978-2-290-03449-1)[14]

## Décorations
- Chevalier de l'ordre national du Mérite (2019)[15].